# Ludovico Mazzolino
Ludovico Mazzolino (Ferrara (Hertogdom Ferrara), 1480 - aldaar, 1528) was een Italiaanse kunstschilder uit de Hoogrenaissance. Mazzolino was vooral werkzaam in Bologna en zijn geboortestad Ferrara.

## Biografie
Mazzolino werd in 1480 geboren in de stad Ferrara in het gelijknamige hertogdom en was een leerling van de schilder Lorenzo Costa. Andere bekende leerlingen van deze meester waren de kunstenaars: Dosso Dossi en Cosimo Tura. Als kunstenaar werd hij geïnspireerd door Boccaccio Boccaccino en  Il Garofalo. Zijn belangrijkste mecenas was de toenmalige hertog van Ferrara Ercole I d'Este. In 1521 trouwde hij met Giovanna Vacchi. Ergens in het jaar 1528 overleed hij aan de pest. Veel van zijn werken zijn te vinden in diverse musea in Europa en de Verenigde Staten.

## Enkele afbeeldingen

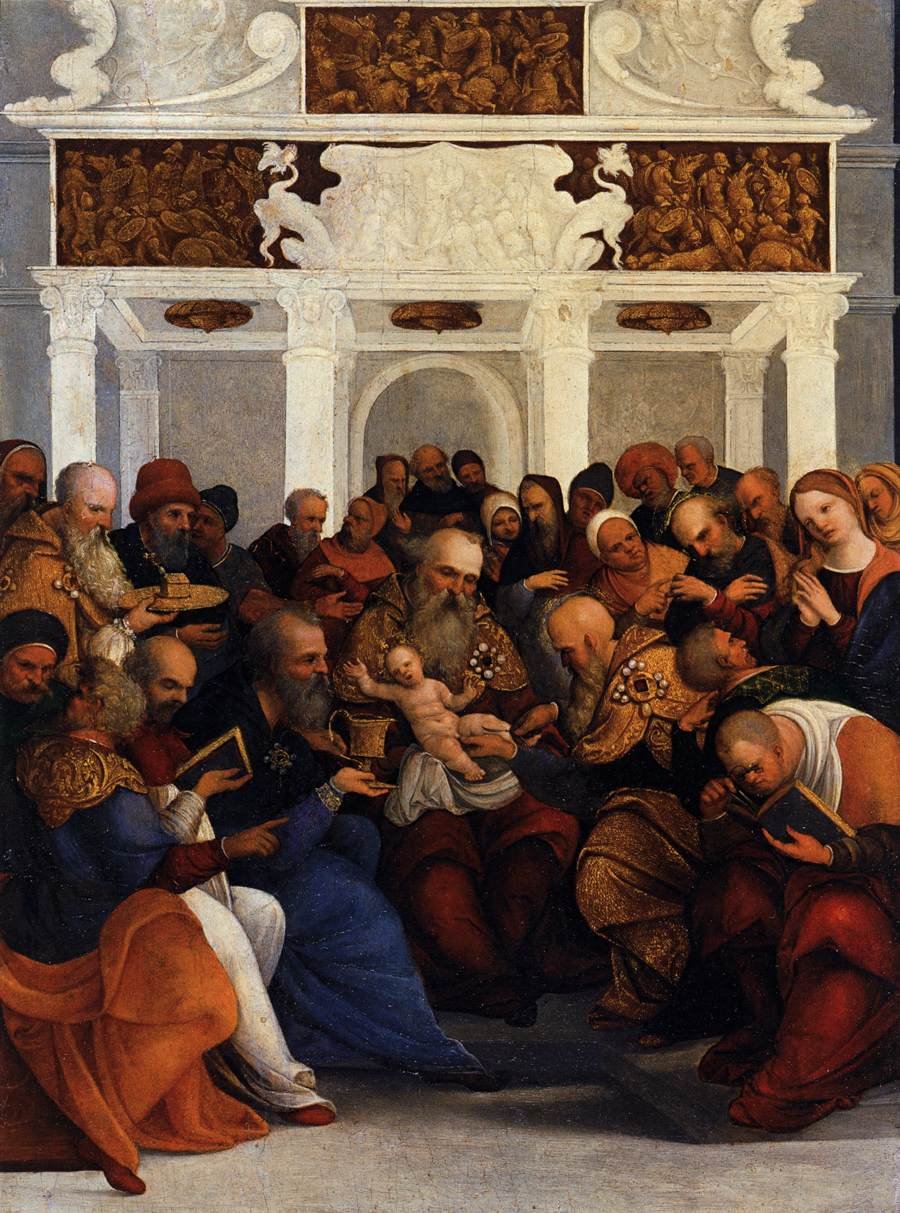
Besnijdenis van Christus
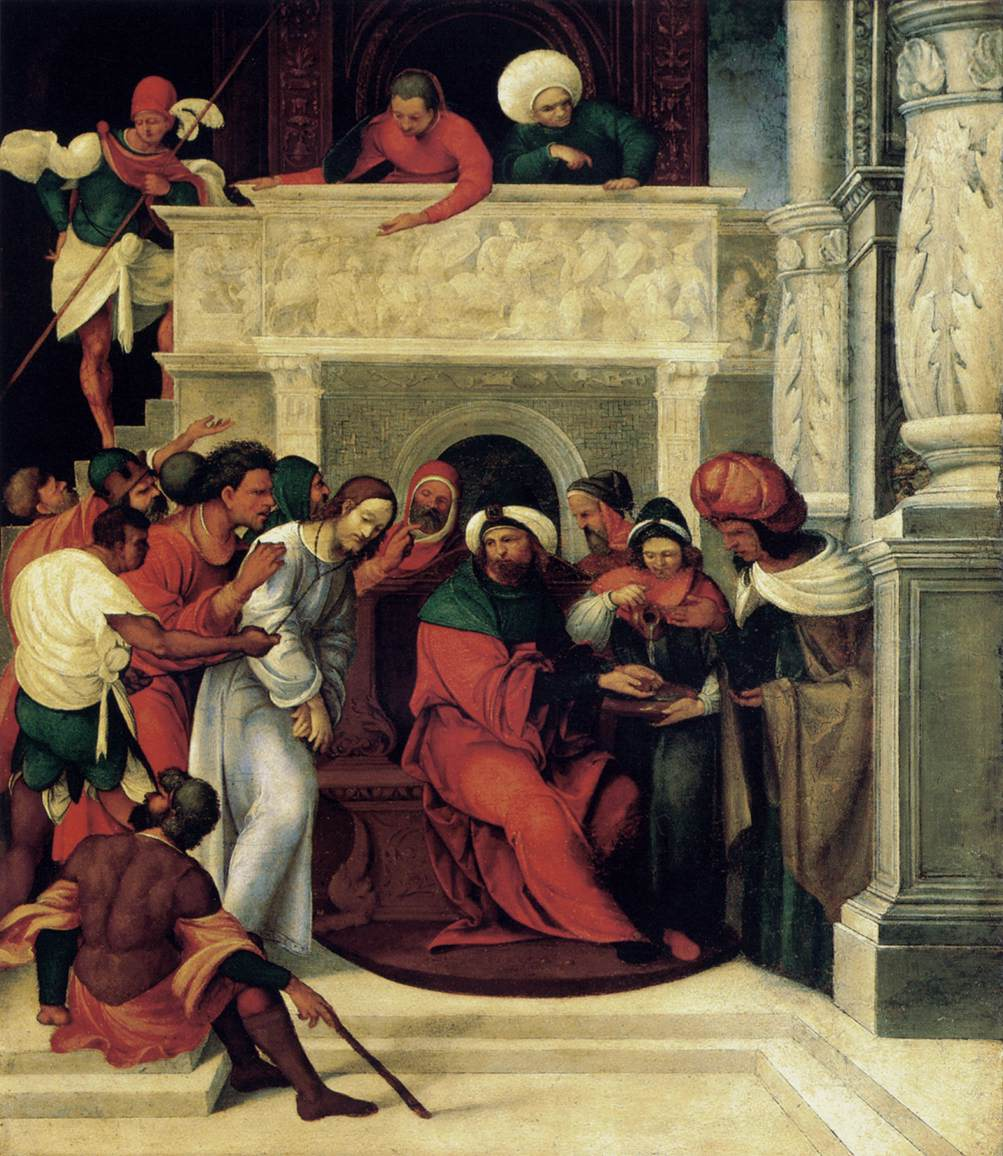
Christus voor Pilatus
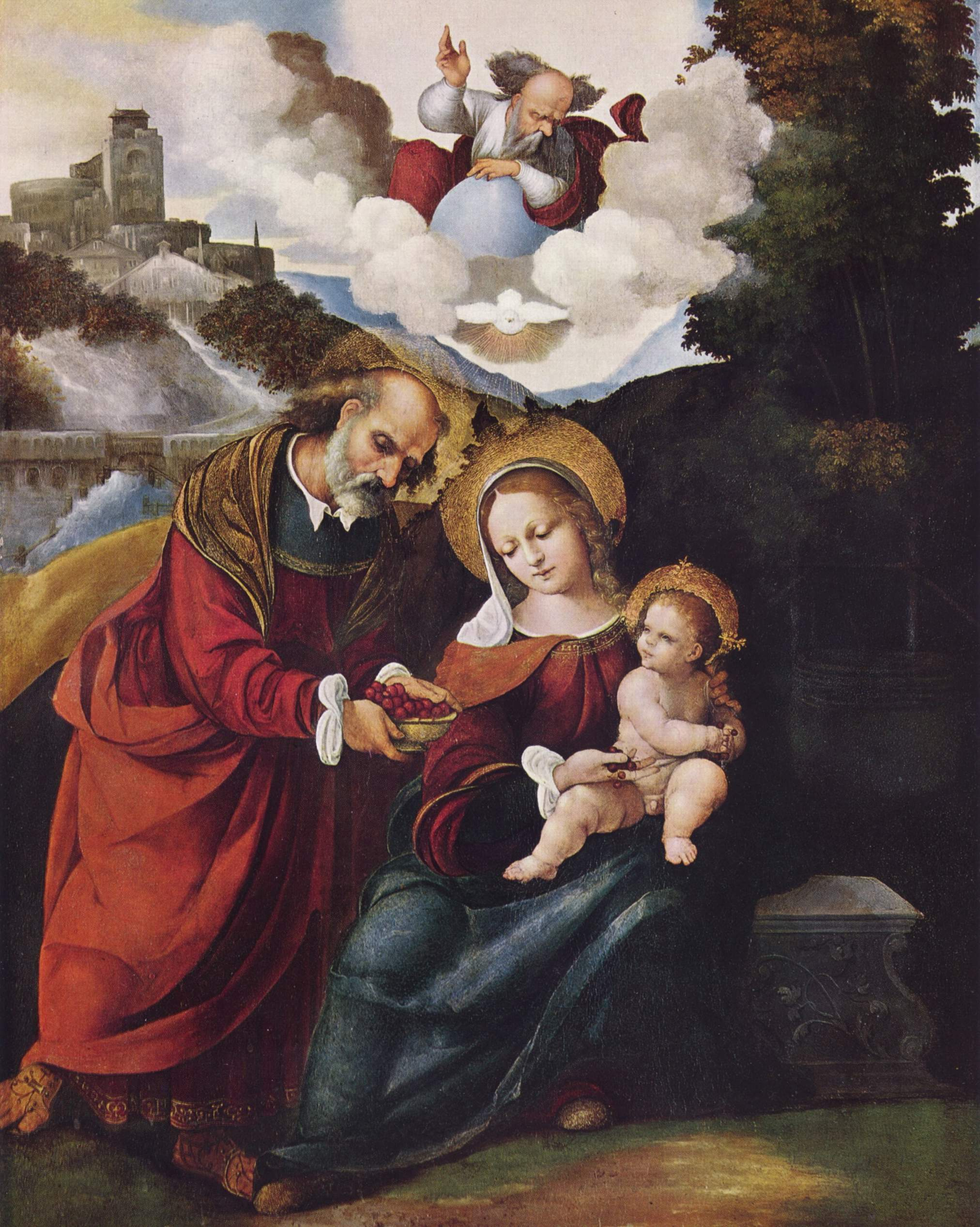
Een landschap met de heilige familie
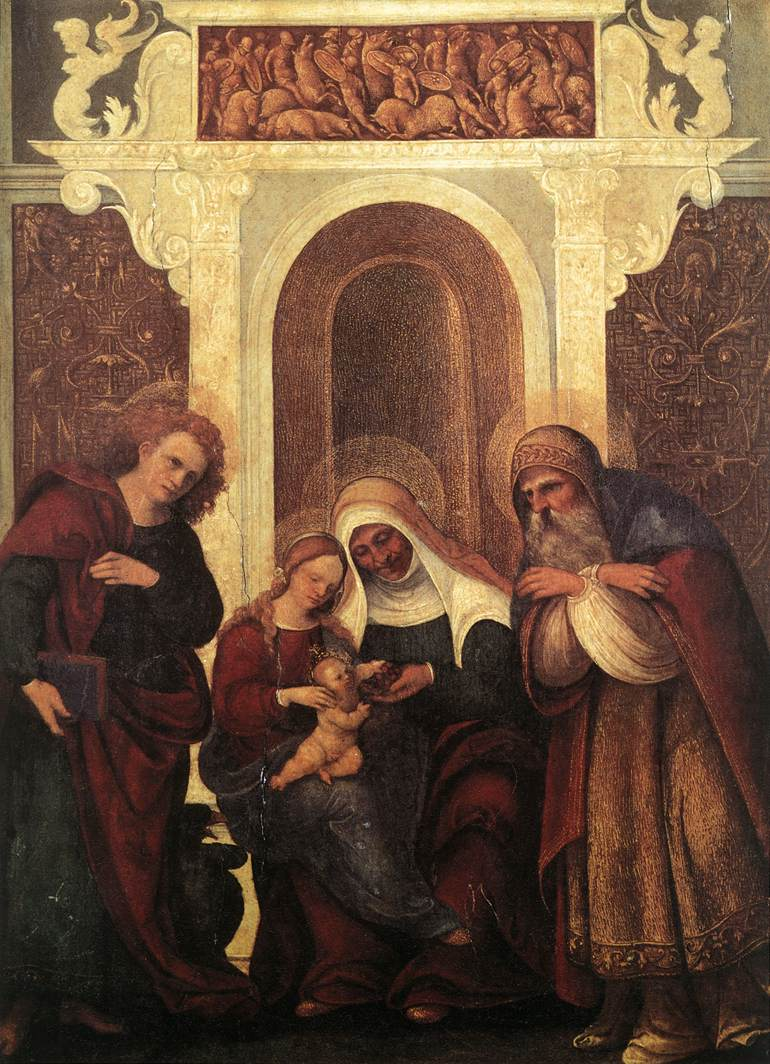
Madonna met kind en de heiligen
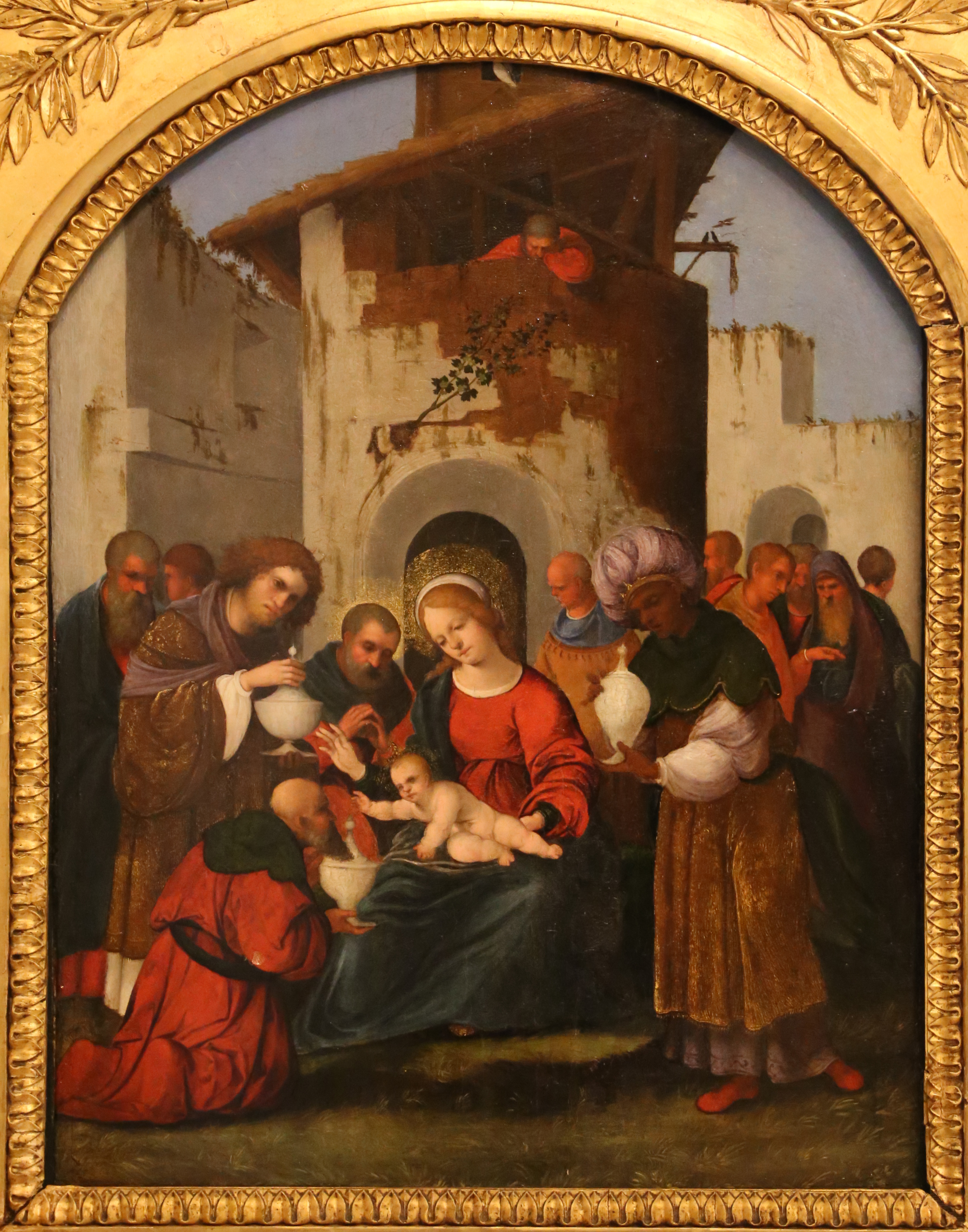
Aanbidding door de Magi
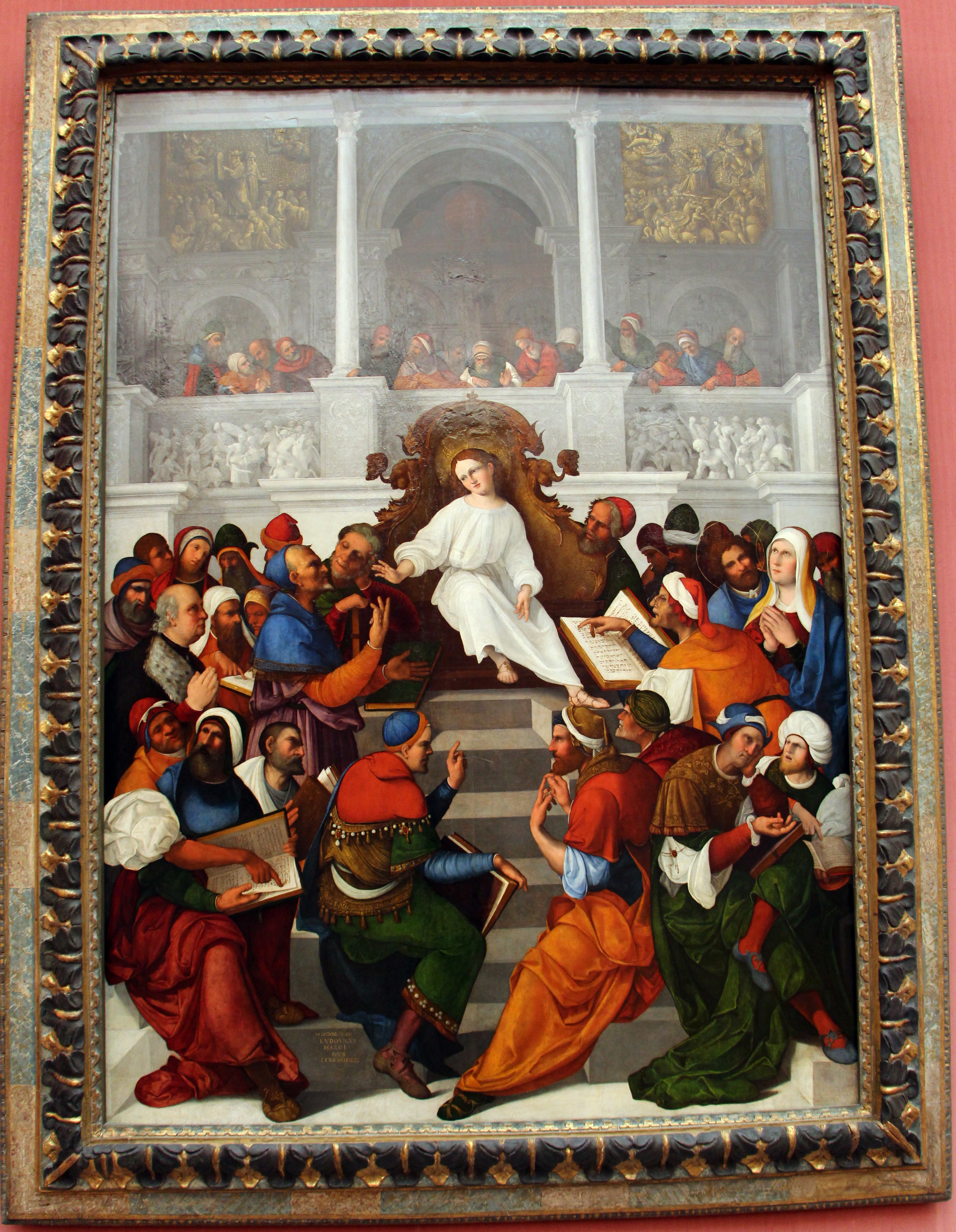
Onderwijzing door jonge Christus in de tempel

- Gemeinsame Normdatei: 138490732
- International Standard Name Identifier: 0000 0000 8150 4729
- Library of Congress Control Number: n91037807
- Nederlandse Thesaurus van Auteursnamen: 070749906
- RKD-Nederlands Instituut voor Kunstgeschiedenis: 54292
- Union List of Artist Names: 500024405
- Virtual International Authority File: 70567876
- WorldCat: E39PCjyg4KfkxvFt6PHFkqTF4y